# Ephemerum aequinoctiale
Ephemerum aequinoctiale là một loài rêu trong họ Ephemeraceae. Loài này được Spruce mô tả khoa học đầu tiên năm 1869.